# Гринкевич Володимир Олександрович
Володимир Олександрович Гринкевич (*18 січня 1962) — український учений в галузі теорії та математичного моделювання процесів обробки металів тиском. Доктор технічних наук, професор. Академік АН ВШ України з 2007 р.

## Життєпис
Народився у Дніпропетровську. Після закінчення з відзнакою Дніпропетровського металургійного інституту в 1984 р. вступив до аспірантури на кафедру обробки металів тиском. Потім працював на тій же кафедрі молодшим науковим співробітником. У 1990 р. захистив кандидатську дисертацію. Потім працював на кафедрі асистентом. Наукове звання доцента отримав у 1996 р. З 1999 р. — заступник завідувача кафедри з наукової роботи. У 2000 р. вступив до докторантури. У 2006 р. захистив докторську дисертацію. З 2007 р. професор кафедри обробки металів тиском Національної металургійної академії України. 

## Наукова діяльність
Основні напрямки наукових досліджень: обґрунтування фундаментальних наукових положень та розробка нових (не ітераційних) методів розв’язання крайових задач теорії пластичності (обробки металів тиском); розробка процесів листового штампування корозійностійких аустенітних сталей з отриманням нового комплексу властивостей металовиробів; розробка систем комп’ютерного прогнозування структури та властивостей виробів кування та об’ємного штампування; дослідження та розробка процесів пластичної деформації на гарячому розділовому шарі; розробка швидких алгоритмів розв’язання крайових задач обробки металів тиском з метою використання їх у системах керування технологічними процесами у режимі реально часу.  Вперше теоретично обґрунтував можливість лінеаризації крайової задачі обробки металів тиском.
Автор понад 80 наукових праць, у тому числі (у співавторстві) 2 монографій та підручника з теорії процесів обробки металів тиском, затвердженого Міністерством освіти і науки України.
Підготував 3 кандидатів наук, доцентів.
Лауреат Нагороди Ярослава Мудрого АН ВШ України (2007).